# Remigolepis
Remigolepis is een geslacht van uitgestorven pantservissen behorend tot de orde Antiarchi dat leefde in het Laat-Devoon.

## Soorten
Remigolepis kullingi is de typesoort en werd in 1931 beschreven op basis van vondsten in Groenland.
Remigolepis walkeri leefde tijdens het Laat-Frasnien in Australië. Deze soort was 35 cm lang. Het lichaam en de staart waren bedekt met kleine benige schubben. Door de relatief korte borstvinnen was het vermoedelijk geen effectieve zwemmer. Remigolepis walkeri was samen met Bothriolepis yeungae de algemeenste soort in de Mandagery-formatie met meer dan 1500 gevonden fossielen.
In 2015 werd Remigolepis durnalensis beschreven. Deze soort leefde tijdens het Famennien in westelijk Europa. Fossiel materiaal werd gevonden bij Spontin in de provincie Namen.

## Fossiele vondsten
Fossielen van Remigolepis walkeri zijn gevonden in België, Groenland, Australië, Rusland en de Volksrepubliek China.